# Hendersonina sacchari
Hendersonina sacchari är en svampart som beskrevs av E.J. Butler 1913. Hendersonina sacchari ingår i släktet Hendersonina, divisionen sporsäcksvampar och riket svampar.   Inga underarter finns listade i Catalogue of Life.